# Виллер-Воде
Вилле́р-Воде́ (фр. Villers-Vaudey) — коммуна во Франции, находится в регионе Франш-Конте. Департамент — Верхняя Сона. Входит в состав кантона Дампьер-сюр-Салон. Округ коммуны — Везуль.
Код INSEE коммуны — 70568.

## География
Коммуна расположена приблизительно в 290 км к юго-востоку от Парижа, в 55 км севернее Безансона, в 31 км к западу от Везуля.

## Население
Население коммуны на 2010 год составляло 61 человек.
| 1962 | 1968 | 1975 | 1982 | 1990 | 1999 | 2010 |
| ---- | ---- | ---- | ---- | ---- | ---- | ---- |
| 77   | 90   | 78   | 74   | 66   | 64   | 61   |

## Администрация
| Период | Период | Фамилия           | Партия | Примечания |
| ------ | ------ | ----------------- | ------ | ---------- |
| 2001   | 2008   | Фабрис Эссен      |        |            |
| 2008   | 2014   | Фредерик Безансон |        |            |

## Экономика

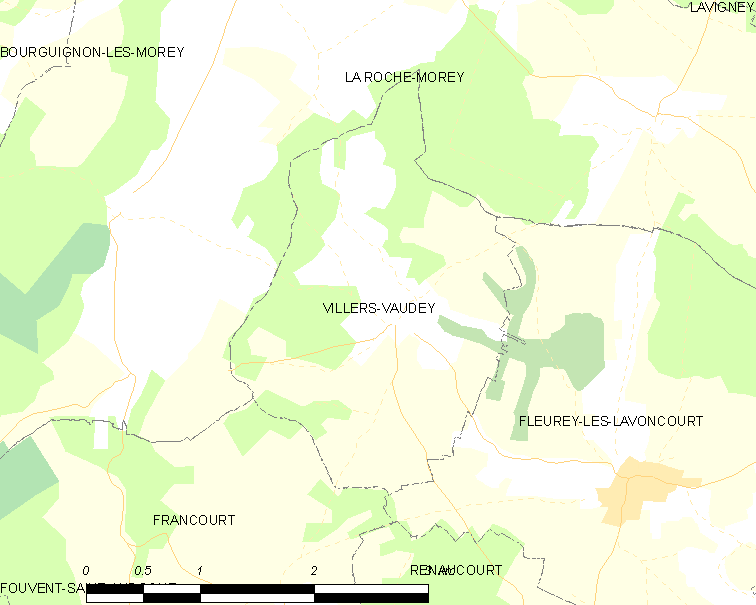
Карта коммуны

В 2010 году среди 33 человек трудоспособного возраста (15—64 лет) 18 были экономически активными, 15 — неактивными (показатель активности — 54,5 %, в 1999 году было 70,6 %). Из 18 активных жителей работали 18 человек (9 мужчин и 9 женщин), безработных не было. Среди 15 неактивных 1 человек был учеником или студентом, 10 — пенсионерами, 4 были неактивными по другим причинам.